# 凯努瓦叙艾赖讷
凯努瓦叙艾赖讷（法語：Quesnoy-sur-Airaines，法語發音：[kenwa syʁ ɛʁɛn]，意为“艾赖讷上方的凯努瓦”）是法国上法蘭西大區索姆省的一个市镇，属于亚眠区。

## 地名
与通常在法语地名中表示“在……河畔”之意的“sur”不同，该地名Quesnoy-sur-Airaines中的“sur”意为“在……上方”，表示名为凯努瓦（Quesnoy）的该地与艾赖讷（Airaines）的位置关系，并以“艾赖讷上方的凯努瓦”之名区分其他的“凯努瓦”，且事实上在该地附近也并无“艾赖讷河”存在。

## 地理
凯努瓦叙艾赖讷（49°57'22"N, 1°59'27"E）面积16.14 平方千米，位于法国上法蘭西大區索姆省，该省份为法国北部沿海省份，北起加来海峡省和北部省，西接滨海塞纳省和大西洋英吉利海峡，南至瓦兹省，东临埃纳省。
与凯努瓦叙艾赖讷接壤的市镇（或旧市镇、城区）包括：艾赖讷、索姆河畔昂热斯特、勒梅日、蒙塔涅法耶勒、里安库尔、苏村、塔伊、瓦尔吕。
凯努瓦叙艾赖讷的时区为UTC+01:00、UTC+02:00（夏令时）。

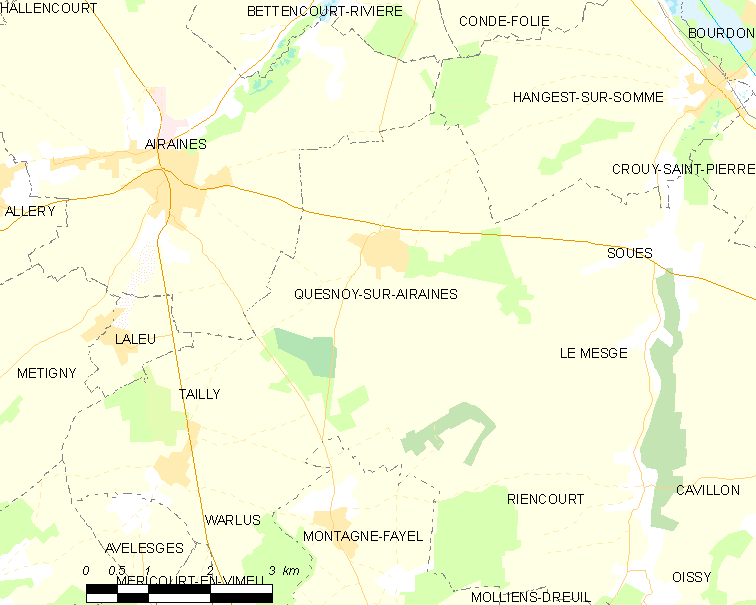
凯努瓦叙艾赖讷的OSM定位图

## 行政
凯努瓦叙艾赖讷的邮政编码为80270，INSEE市镇编码为80655。

## 政治
凯努瓦叙艾赖讷所属的省级选区为索姆河畔阿伊县。

## 人口

1962-2008年间凯努瓦叙艾赖讷人口变化图示

凯努瓦叙艾赖讷于2022年1月1日时的人口数量为421人。